# فريتز هونيغر
فريتز هونيغر (الألمانية السويسرية الموحدة: Fritz Honegger) هو سياسي سويسري، ولد في 25 يوليو 1917 في سويسرا، وتوفي في 4 مارس 1999 في سويسرا. حزبياً، نشط في الحزب الديمقراطي الحر (سويسرا). وقد انتخب عضو مجلس الولايات السويسري وانتخب عضو المجلس الفيدرالي السويسري.

## روابط خارجية
- فريتز هونيغر على موقع مونزينجر (الألمانية)